# Physcopedaliodes pamphos
Physcopedaliodes pamphos är en fjärilsart som beskrevs av Otto Thieme 1905. Physcopedaliodes pamphos ingår i släktet Physcopedaliodes och familjen praktfjärilar. Inga underarter finns listade i Catalogue of Life.